# Okiennik Wielki

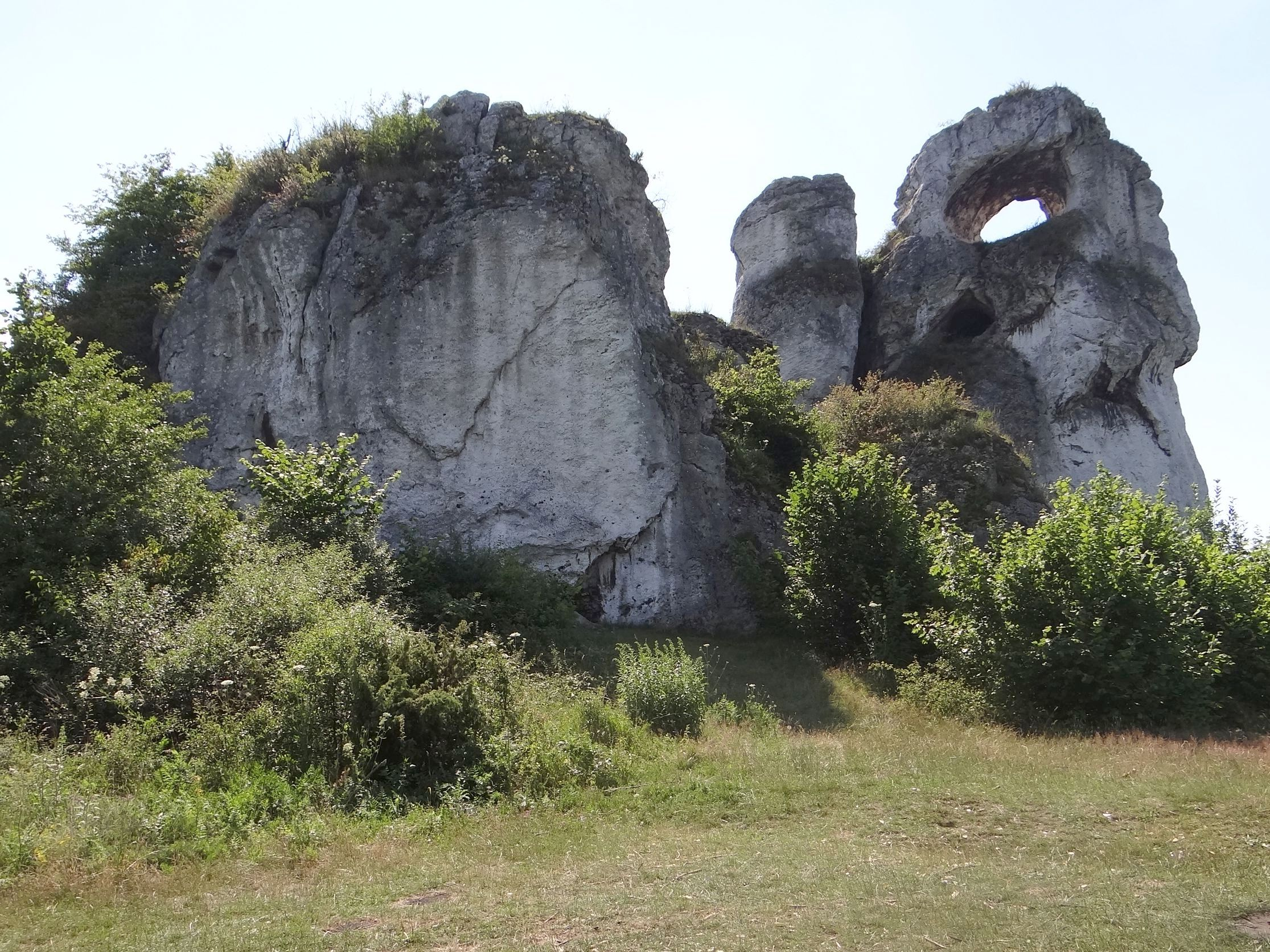
Okiennik Wielki

Okiennik Wielki, Okiennik Duży, czasami także Okiennik Skarżycki – grupa skał wapiennych w miejscowości Piaseczno w gminie Kroczyce, w powiecie zawierciańskim, w województwie śląskim. Najbardziej rozpoznawalnym elementem grupy jest skała posiadająca „okno” – otwór skalny o wymiarach ok. 7 × 5 metrów. Jest to skała Okiennik, a znajdujące się w niej okno to Okno w Okienniku Wielkim.
Pod względem geograficznym Okiennik Wielki znajduje się na Wyżynie Częstochowskiej będącej częścią Wyżyny Krakowsko-Częstochowskiej.

## Historia
Według historyków ok. XII–XIII wieku u podnóża skał istniał obronny gród o konstrukcji drewnianej; ślady murów były widoczne jeszcze w XIX wieku. Skała z oknem skalnym była donżonem, mury wzmocniono wałem. Wejście prowadziło przez istniejący w skale naturalny komin. W skalnym oknie istnieje wykuty otwór, który prawdopodobnie służył do umocowania zbudowanej z drewnianych bali konstrukcji osłaniającej okno skalne.
Poniżej okna znajduje się naturalna jaskinia Schron w Okienniku Wielkim. Archeolodzy znaleźli w niej narzędzia krzemienne pochodzące sprzed około 60 tysięcy lat, czyli ze środkowego paleolitu. Świadczą one o tym, że jaskinia była wówczas zamieszkiwana przez ludzi prehistorycznych. Archeolodzy zaliczyli ich do kultury mikocko-prądnickiej. Są jeszcze dwie inne jaskinie: Komin w Okienniku Wielkim i Szczelina w Okienniku Wielkim.
Cały masyw Okiennika Wielkiego został uznany za geostanowisko.

## Wspinaczka skalna i turystyka
Obecnie Okiennik znany jest przede wszystkim uprawiającym wspinaczkę skalną i jest wśród nich bardzo popularny. Pierwsze potwierdzone wspinaczki miały tu miejsce w 1962 roku, a prawdziwy rozkwit eksploracji Okiennika to lata 80. XX wieku. Zbudowane z wapieni skały mają połogie, pionowe lub przewieszone ściany. Występują w nich takie formacje skalne, jak: filar, zacięcie i komin. Najwyższa z nich, skała z oknem, przez wspinaczy skalnych nazwana Ścianą Czołową, osiąga wysokość 35 m. Do przejścia niektórych dróg na niej konieczna jest lina 70 m, dla większości pozostałych wystarczy 50 m. W grupie Okiennika wspinacze skalni wyróżniają następujące skały: Bliźniacza Baszta, Igła nad Przechodem, Kufa, Muminek, Omszała Baszta, Okiennik, Śląski Filar, Turnia Brata Ziemowita, Widownia, Wschodnia Grańka. Poprowadzili na nich 110 dróg wspinaczkowych o bardzo zróżnicowanym stopniu trudności od III do VI.7+ w skali Kurtyki. Większość dróg to drogi trudne, ale są też łatwiejsze. Ściany wspinaczkowe mają ekspozycję zachodnią, północno-zachodnią, północną, północno-wschodnią i południowo-zachodnią. Większość dróg ma zamontowane stałe punkty asekuracyjne (ringi i stanowiska zjazdowe), ale są też drogi dla fanów wspinaczki tradycyjnej.

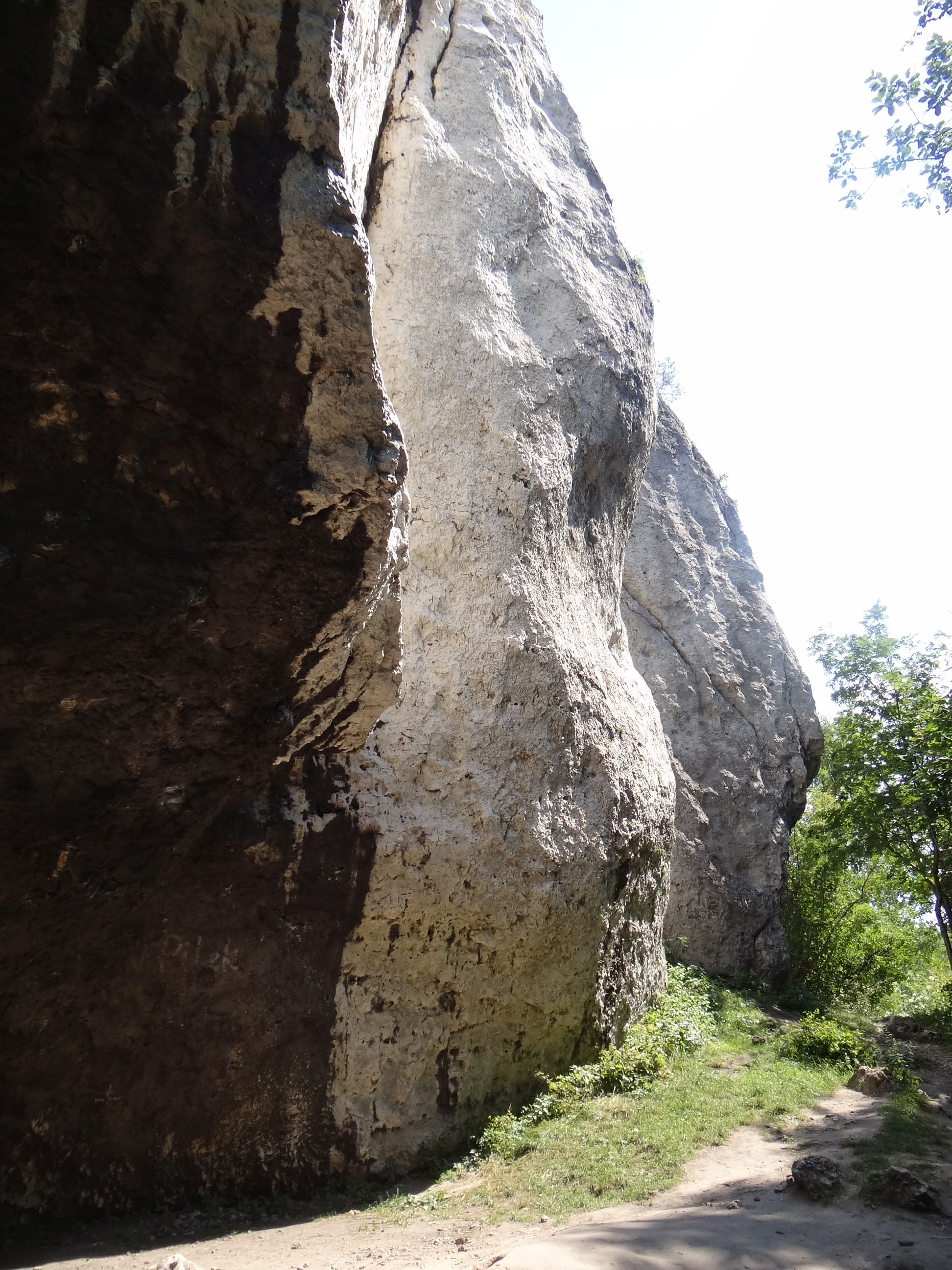
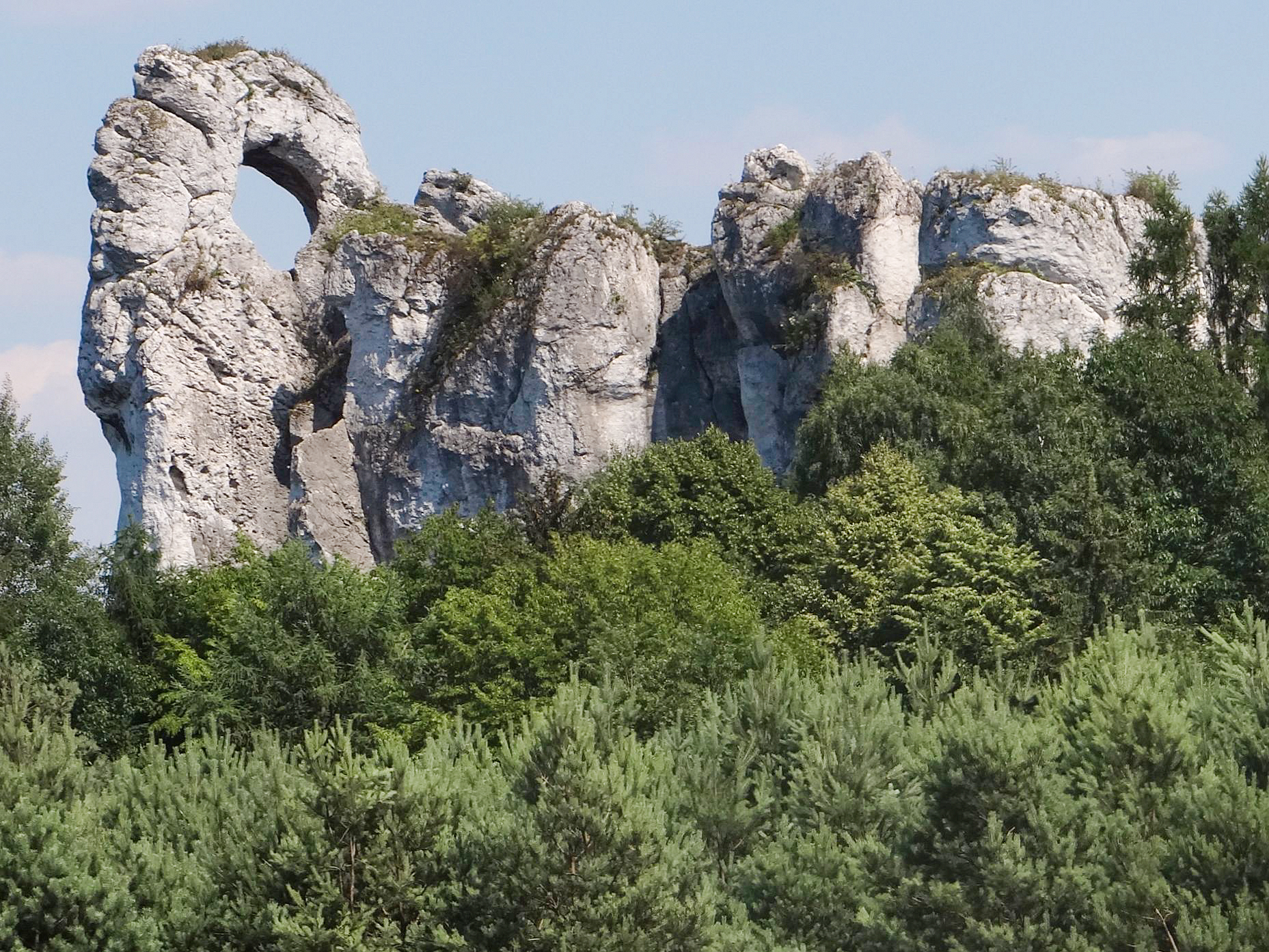
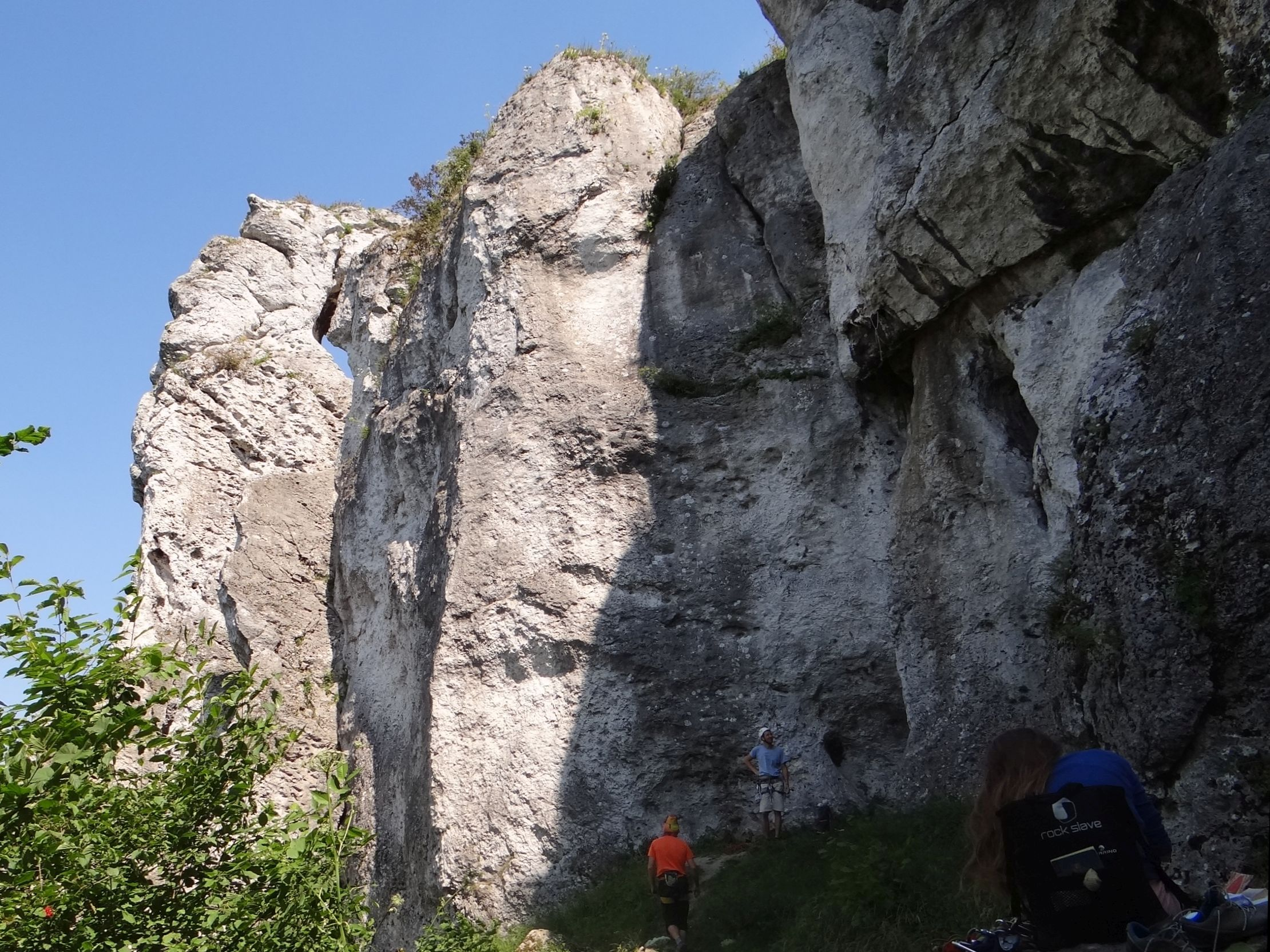
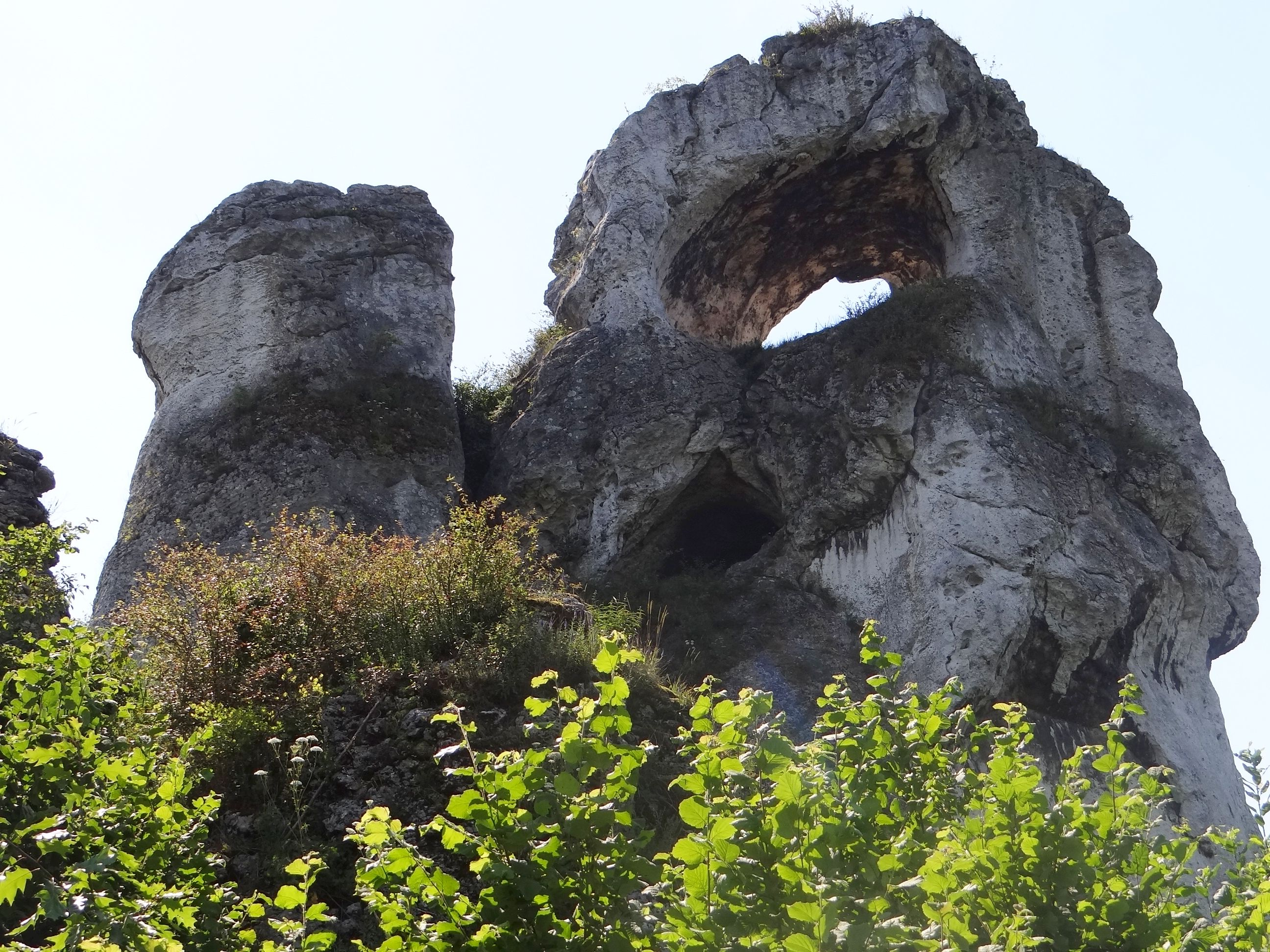
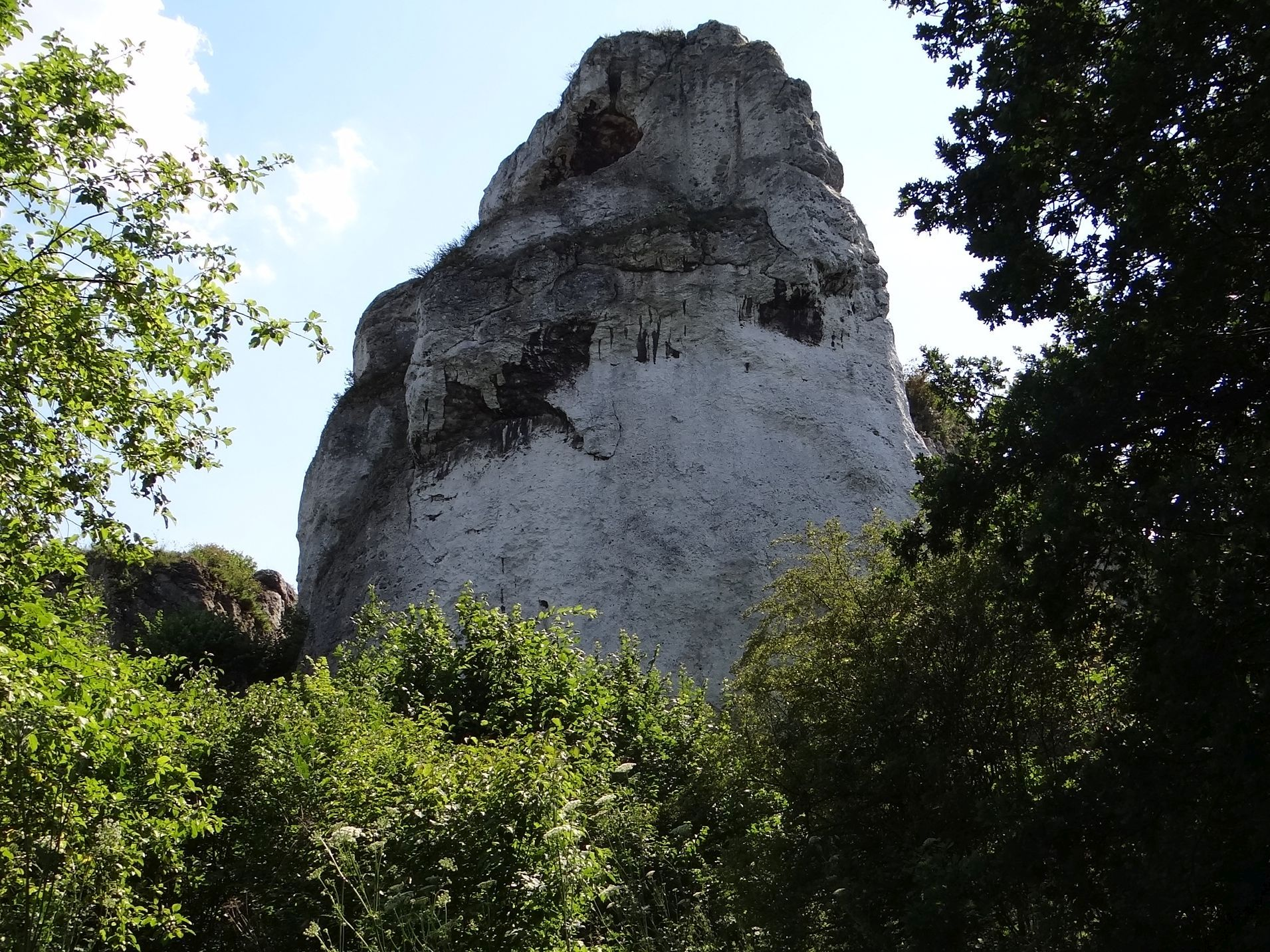
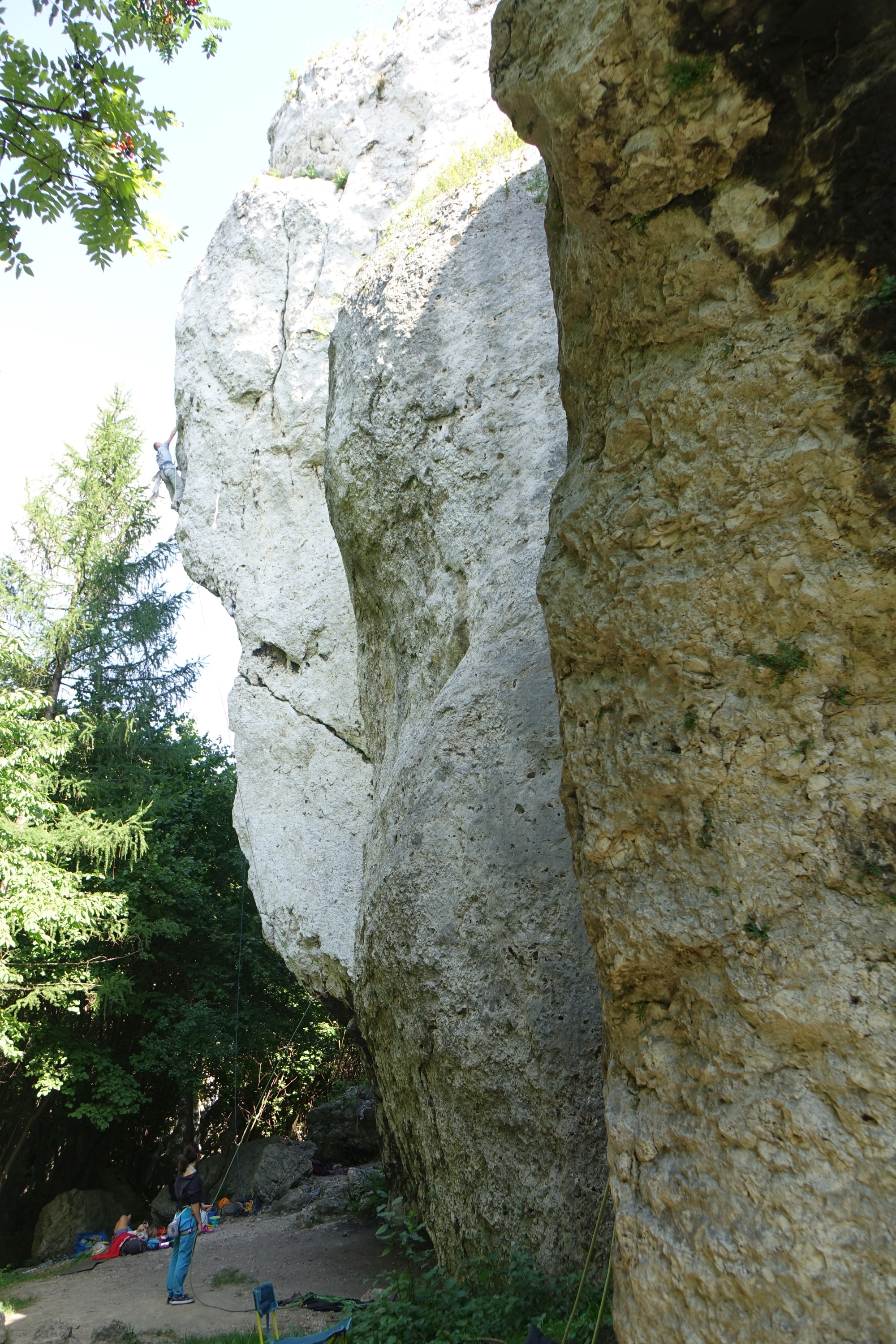

Obok Okiennika Wielkiego prowadzą 2 szlaki turystyczne:
 Szlak Orlich Gniazd: Pilica – Kocikowa – Góra Janowskiego – Podzamcze – Karlin – Żerkowice – Okiennik Wielki – ruiny zamku w Morsku – Góra Zborów – Zdów
 Szlak Skarżycki: Zawiercie Borowe Pole st. PKP – Rudniki – Skarżyce – Okiennik Wielki – Piaseczno.